# DDR-Fußball-Liga 1982/83
In der Saison 1982/83 gelang der BSG Stahl Riesa und der BSG Chemie Leipzig nach zwei bzw. drei Jahren wieder der Sprung in die DDR-Oberliga.

## Modus
Gespielt wurde in fünf Staffeln zu je 12 Mannschaften (regionale Gesichtspunkte). In einer Doppelrunde mit Hin- und Rückspiel wurden die Staffelsieger und je drei Absteiger pro Staffel ermittelt. Die Staffelsieger ermittelten ebenfalls mit Hin- und Rückspiel in einer Aufstiegsrunde die zwei Oberligaaufsteiger.

## Staffel A

### Saisonverlauf
Im Kampf um den Staffelsieg kam es zu einem Kopf an Kopf Rennen zwischen der BSG Schiffahrt/Hafen Rostock und der ASG Vorwärts Neubrandenburg. Beide gingen punktgleich in den letzten Spieltag, wobei die Rostocker über das bessere Torverhältnis verfügten. Neubrandenburg führte schnell bei der SG Dynamo Schwerin, musste aber in der 65. Minute den Ausgleich hinnehmen, der gleichzeitig den Endstand bedeutete. Dieses Unentschieden hätte fast noch den Staffelsieg gebracht, den man dann der TSG Bau Rostock zu verdanken hätte. Diese noch in Abstiegsnöten befindliche Elf führte gegen den Tabellenführer schon mit 3:1, ehe man noch nach dem 3:2 (78.), das 3:3 in der 89. Minute hinnehmen musste. Am Ende konnten beide Rostocker Mannschaften jubeln, die eine über den Klassenerhalt (Bau) und die andere über den Staffelsieg (Schiffahrt/Hafen). Auf den Plätzen drei und vier folgten Dynamo Schwerin und Vorjahressieger Vorwärts Stralsund. Beide waren nach der Winterpause nicht konstant genug, um an dem Spitzenduo dran zu bleiben. Die Mannschaften ab Platz fünf spielten gegen den Abstieg, wobei die BSG Hydraulik Parchim und Neuling BSG KKW Greifswald frühzeitig als Absteiger in die Bezirksliga feststanden. Am vorletzten Spieltag retteten sich die ISG Schwerin-Süd und Post Neubrandenburg und somit kämpften noch vier Mannschaften am letzten Spieltag um die drei zum Klassenerhalt berechtigenden Plätze. Für die TSG Wismar und TSG Bau Rostock reichte im letzten Spiel jeweils ein Unentschieden, weil die punktgleichen Neulinge BSG Lok/Armaturen Prenzlau und BSG CM Veritas Wittenberge sich im direkten Duell gegenüberstanden und darüber hinaus das schlechtere Torverhältnis besaßen. Wismar gewann gegen Greifswald und Bau Rostock holte den nötigen Punkt zum Klassenerhalt gegen Schiffahrt/Hafen. Als dritte Elf musste dann Wittenberge absteigen, die nicht über ein Unentschieden in Prenzlau hinauskam.

### Abschlusstabelle
| Pl. | Verein                         | Sp. | S  | U | N  | Tore    | Diff. | Punkte |
| --- | ------------------------------ | --- | -- | - | -- | ------- | ----- | ------ |
| 1.  | BSG Schiffahrt/Hafen Rostock   | 22  | 12 | 9 | 1  | 055:230 | +32   | 33:11  |
| 2.  | ASG Vorwärts Neubrandenburg    | 22  | 13 | 7 | 2  | 054:260 | +28   | 33:11  |
| 3.  | SG Dynamo Schwerin             | 22  | 10 | 7 | 5  | 044:220 | +22   | 27:17  |
| 4.  | ASG Vorwärts Stralsund         | 22  | 11 | 5 | 6  | 046:300 | +16   | 27:17  |
| 5.  | ISG Schwerin-Süd               | 22  | 7  | 8 | 7  | 029:320 | −3    | 22:22  |
| 6.  | BSG Post Neubrandenburg        | 22  | 7  | 7 | 8  | 033:340 | −1    | 21:23  |
| 7.  | TSG Wismar                     | 22  | 8  | 5 | 9  | 031:320 | −1    | 21:23  |
| 8.  | TSG Bau Rostock                | 22  | 7  | 6 | 9  | 037:440 | −7    | 20:24  |
| 9.  | BSG Lok/Armaturen Prenzlau (N) | 22  | 7  | 6 | 9  | 032:400 | −8    | 20:24  |
| 10. | BSG CM Veritas Wittenberge (N) | 22  | 6  | 8 | 8  | 033:420 | −9    | 20:24  |
| 11. | BSG KKW Greifswald (N)         | 22  | 6  | 2 | 14 | 024:510 | −27   | 14:30  |
| 12. | BSG Hydraulik Parchim          | 22  | 1  | 4 | 17 | 023:650 | −42   | 06:38  |

| (N) | Aufsteiger aus der Bezirksliga 1981/82 |

### Kreuztabelle
Die Kreuztabelle stellt die Ergebnisse aller Spiele dieser Saison dar. Die Heimmannschaft ist in der linken Spalte aufgelistet und die Gastmannschaft in der obersten Reihe.
| 1982/83 | 1982/83                      | BSG Schiffahrt/Hafen Rostock | ASG Vorwärts Neubrandenburg | SG Dynamo Schwerin | ASG Vorwärts Stralsund | ISG Schwerin-Süd | BSG Post Neubrandenburg | TSG Wismar | TSG Bau Rostock | BSG Lok/Armaturen Prenzlau | BSG CM Veritas Wittenberge | BSG KKW Greifswald | BSG Hydraulik Parchim |
| ------- | ---------------------------- | ---------------------------- | --------------------------- | ------------------ | ---------------------- | ---------------- | ----------------------- | ---------- | --------------- | -------------------------- | -------------------------- | ------------------ | --------------------- |
| 01.     | BSG Schiffahrt/Hafen Rostock |                              | 0:3                         | 1:1                | 2:2                    | 3:2              | 3:1                     | 2:1        | 1:0             | 7:1                        | 2:0                        | 8:0                | 5:1                   |
| 02.     | ASG Vorwärts Neubrandenburg  | 2:2                          |                             | 1:1                | 1:0                    | 2:1              | 3:2                     | 0:1        | 4:1             | 2:0                        | 8:2                        | 4:2                | 6:2                   |
| 03.     | SG Dynamo Schwerin           | 1:1                          | 1:1                         |                    | 4:3                    | 1:1              | 5:1                     | 3:0        | 0:0             | 1:0                        | 3:1                        | 4:0                | 4:0                   |
| 04.     | ASG Vorwärts Stralsund       | 0:0                          | 1:1                         | 1:1                |                        | 6:0              | 2:1                     | 1:0        | 6:2             | 3:2                        | 1:3                        | 0:2                | 5:2                   |
| 05.     | ISG Schwerin-Süd             | 1:1                          | 1:1                         | 1:0                | 2:2                    |                  | 0:1                     | 2:0        | 0:0             | 3:1                        | 0:4                        | 2:0                | 1:1                   |
| 06.     | BSG Post Neubrandenburg      | 1:1                          | 1:1                         | 1:0                | 0:1                    | 1:2              |                         | 1:1        | 3:0             | 4:5                        | 3:2                        | 4:2                | 2:2                   |
| 07.     | TSG Wismar                   | 1:1                          | 5:2                         | 0:3                | 2:1                    | 2:4              | 1:1                     |            | 4:1             | 0:0                        | 0:1                        | 1:0                | 2:0                   |
| 08.     | TSG Bau Rostock              | 3:3                          | 0:3                         | 4:2                | 3:2                    | 1:1              | 2:0                     | 1:3        |                 | 3:5                        | 1:0                        | 7:0                | 3:1                   |
| 09.     | BSG Lok/Armaturen Prenzlau   | 1:3                          | 1:3                         | 2:0                | 0:2                    | 2:1              | 0:0                     | 3:0        | 2:2             |                            | 1:1                        | 0:1                | 2:1                   |
| 10.     | BSG CM Veritas Wittenberge   | 1:4                          | 0:0                         | 0:6                | 2:3                    | 0:0              | 0:0                     | 3:3        | 3:0             | 1:1                        |                            | 5:3                | 2:2                   |
| 11.     | BSG KKW Greifswald           | 0:1                          | 1:4                         | 2:1                | 0:1                    | 2:0              | 1:2                     | 1:0        | 0:2             | 1:1                        | 0:0                        |                    | 5:2                   |
| 12.     | BSG Hydraulik Parchim        | 0:4                          | 1:2                         | 1:2                | 0:3                    | 1:4              | 0:3                     | 1:4        | 1:1             | 1:2                        | 1:2                        | 2:1                |                       |

### Torschützenliste
|     | Spieler           | Verein                       | Tore |
| --- | ----------------- | ---------------------------- | ---- |
| 01. | Hans-Jürgen Pohl  | SG Dynamo Schwerin           | 13   |
| 02. | Andreas Below     | ASG Vorwärts Stralsund       | 12   |
| 02. | Wolfgang Schwerin | ISG Schwerin-Süd             | 12   |
| 02. | Joachim Susa      | BSG Schiffahrt/Hafen Rostock | 12   |
| 05. | Peter Schlesinger | BSG Schiffahrt/Hafen Rostock | 11   |
| 05. | Rainer Scholz     | BSG Lok/Armaturen Prenzlau   | 11   |
| 05. | Klaus-Peter Stein | TSG Wismar                   | 11   |
| 05. | Karsten Winkel    | ASG Vorwärts Neubrandenburg  | 11   |

### Zuschauer
- In 132 Spielen kamen 143.970 Zuschauer ({\displaystyle \varnothing } 1.090 pro Spiel) in die Stadien.

Größte Zuschauerkulisse
4.500 BSG Post Neubrandenburg – ASG Vorwärts Neubrandenburg (20. Sp.)
Niedrigste Zuschauerkulisse
250 TSG Bau Rostock – BSG Post Neubrandenburg (15. Sp.)
| Mannschaft                   | Gesamt | {\displaystyle \varnothing } | Heim   | {\displaystyle \varnothing } | Ausw.  | {\displaystyle \varnothing } |
| ---------------------------- | ------ | ---------------------------- | ------ | ---------------------------- | ------ | ---------------------------- |
| BSG Schiffahrt/Hafen Rostock | 20.350 | 0925                         | 05.550 | 0504                         | 14.800 | 1.345                        |
| ASG Vorwärts Neubrandenburg  | 28.700 | 1.305                        | 14.600 | 1.327                        | 14.100 | 1.281                        |
| SG Dynamo Schwerin           | 24.370 | 1.108                        | 10.500 | 0954                         | 13.670 | 1.242                        |
| ASG Vorwärts Stralsund       | 28.300 | 1.286                        | 13.700 | 1.245                        | 14.600 | 1.327                        |
| ISG Schwerin-Süd             | 17.450 | 0793                         | 06.750 | 0613                         | 10.700 | 0972                         |
| BSG Post Neubrandenburg      | 26.850 | 1.220                        | 15.100 | 1.372                        | 11.750 | 1.068                        |
| TSG Wismar                   | 21.500 | 0977                         | 10.400 | 0945                         | 11.100 | 1.009                        |
| TSG Bau Rostock              | 22.450 | 1.020                        | 07.750 | 0704                         | 12.700 | 1.154                        |
| BSG Lok/Armaturen Prenzlau   | 38.200 | 1.736                        | 26.200 | 2.381                        | 12.000 | 1.090                        |
| BSG CM Veritas Wittenberge   | 23.020 | 1.046                        | 13.020 | 1.183                        | 10.000 | 0909                         |
| BSG KKW Greifswald           | 22.400 | 1.018                        | 12.500 | 1.136                        | 09.900 | 0900                         |
| BSG Hydraulik Parchim        | 16.650 | 0757                         | 07.900 | 0718                         | 08.750 | 0795                         |

## Staffel B

### Saisonverlauf
Zum ersten Mal in ihrer 13-jährigen Ligazugehörigkeit wurde die BSG Stahl Brandenburg Staffelsieger. Brandenburg verwies die SG Dynamo Fürstenwalde sowie den Oberligaabsteiger und Staffelfavorit Energie Cottbus auf die Plätze. Die „launische“ Energie-Elf ließ immer dann unerwartet Punkte liegen, wenn sie sich gerade an Brandenburg heran gekämpft hatten. Danach kam ein breites Mittelfeld von der BSG Stahl Eisenhüttenstadt bis zur BSG Stahl Hennigsdorf. Im Kampf gegen den Abstieg mussten die BSG Bergmann-Borsig Berlin und der Neuling BSG Halbleiterwerk Frankfurt/O. frühzeitig die Segel streichen. Den dritten Absteiger ermittelten die Berliner Vereine von Rotation und KWO. Beide Vereine verpassten nach der Winterpause den Anschluss an das Mittelfeld und trafen nun zum entscheidenden Spiel am letzten Spieltag aufeinander. KWO, dem ein Unentschieden gereicht hätte, kam unerwartet klar mit 1:4 beim Nachbarn unter die Räder und stieg in die Bezirksliga ab.

### Abschlusstabelle
| Pl. | Verein                              | Sp. | S  | U | N  | Tore    | Diff. | Punkte |
| --- | ----------------------------------- | --- | -- | - | -- | ------- | ----- | ------ |
| 1.  | BSG Stahl Brandenburg               | 22  | 16 | 3 | 3  | 053:210 | +32   | 35:90  |
| 2.  | SG Dynamo Fürstenwalde              | 22  | 11 | 8 | 3  | 049:300 | +19   | 30:14  |
| 3.  | BSG Energie Cottbus (A)             | 22  | 11 | 8 | 3  | 037:300 | +7    | 30:14  |
| 4.  | BSG Stahl Eisenhüttenstadt          | 22  | 11 | 3 | 8  | 041:340 | +7    | 25:19  |
| 5.  | BSG Chemie Premnitz (N)             | 22  | 8  | 7 | 7  | 037:420 | −5    | 23:21  |
| 6.  | BSG Chemie PCK Schwedt              | 22  | 9  | 4 | 9  | 043:310 | +12   | 22:22  |
| 7.  | BSG Motor Babelsberg                | 22  | 7  | 8 | 7  | 038:270 | +11   | 22:22  |
| 8.  | BSG Stahl Hennigsdorf               | 22  | 7  | 7 | 8  | 044:370 | +7    | 21:23  |
| 9.  | BSG Rotation Berlin (N)             | 22  | 7  | 5 | 10 | 037:450 | −8    | 19:25  |
| 10. | BSG KWO Berlin                      | 22  | 5  | 8 | 9  | 029:330 | −4    | 18:26  |
| 11. | BSG Bergmann-Borsig Berlin          | 22  | 4  | 5 | 13 | 031:590 | −28   | 13:31  |
| 12. | BSG Halbleiterwerk Frankfurt/O. (N) | 22  | 2  | 2 | 18 | 027:770 | −50   | 06:38  |

| (N) | Aufsteiger aus der Bezirksliga 1981/82 |
| (A) | Absteiger aus der DDR-Oberliga 1981/82 |

### Kreuztabelle
Die Kreuztabelle stellt die Ergebnisse aller Spiele dieser Saison dar. Die Heimmannschaft ist in der linken Spalte aufgelistet und die Gastmannschaft in der obersten Reihe.
| 1982/83 | 1982/83                         | BSG Stahl Brandenburg | SG Dynamo Fürstenwalde | BSG Energie Cottbus | BSG Stahl Eisenhüttenstadt | BSG Chemie Premnitz | BSG Chemie PCK Schwedt | BSG Motor Babelsberg | BSG Stahl Hennigsdorf | BSG Rotation Berlin | BSG KWO Berlin | BSG Bergmann-Borsig Berlin | BSG Halbleiterwerk Frankfurt/O. |
| ------- | ------------------------------- | --------------------- | ---------------------- | ------------------- | -------------------------- | ------------------- | ---------------------- | -------------------- | --------------------- | ------------------- | -------------- | -------------------------- | ------------------------------- |
| 01.     | BSG Stahl Brandenburg           |                       | 2:2                    | 5:0                 | 2:1                        | 1:0                 | 3:2                    | 4:2                  | 2:0                   | 2:1                 | 2:0            | 5:1                        | 4:1                             |
| 02.     | SG Dynamo Fürstenwalde          | 1:1                   |                        | 2:2                 | 1:1                        | 7:3                 | 3:1                    | 0:0                  | 3:2                   | 3:0                 | 0:1            | 3:0                        | 3:2                             |
| 03.     | BSG Energie Cottbus             | 1:0                   | 2:2                    |                     | 2:1                        | 4:1                 | 1:0                    | 2:0                  | 3:3                   | 2:3                 | 2:0            | 4:2                        | 2:1                             |
| 04.     | BSG Stahl Eisenhüttenstadt      | 2:1                   | 3:2                    | 1:2                 |                            | 0:1                 | 1:3                    | 2:2                  | 4:3                   | 3:2                 | 3:1            | 5:2                        | 4:1                             |
| 05.     | BSG Chemie Premnitz             | 0:2                   | 2:3                    | 1:1                 | 1:1                        |                     | 2:2                    | 3:1                  | 3:0                   | 3:2                 | 2:1            | 0:3                        | 1:0                             |
| 06.     | BSG Chemie PCK Schwedt          | 0:1                   | 0:0                    | 2:2                 | 3:1                        | 0:3                 |                        | 0:2                  | 3:2                   | 4:0                 | 2:0            | 7:1                        | 7:1                             |
| 07.     | BSG Motor Babelsberg            | 0:1                   | 5:1                    | 3:0                 | 1:2                        | 1:1                 | 1:0                    |                      | 3:3                   | 0:0                 | 1:1            | 2:2                        | 5:0                             |
| 08.     | BSG Stahl Hennigsdorf           | 1:0                   | 1:1                    | 0:0                 | 2:0                        | 5:0                 | 1:2                    | 2:1                  |                       | 2:2                 | 1:1            | 0:1                        | 8:0                             |
| 09.     | BSG Rotation Berlin             | 3:7                   | 2:3                    | 1:2                 | 0:1                        | 3:3                 | 2:1                    | 2:1                  | 2:0                   |                     | 4:1            | 1:1                        | 3:2                             |
| 10.     | BSG KWO Berlin                  | 0:0                   | 0:1                    | 0:1                 | 2:1                        | 2:2                 | 1:1                    | 0:0                  | 2:2                   | 2:2                 |                | 1:2                        | 5:1                             |
| 11.     | BSG Bergmann-Borsig Berlin      | 0:4                   | 0:5                    | 0:0                 | 0:3                        | 1:1                 | 1:2                    | 0:4                  | 1:2                   | 1:2                 | 2:5            |                            | 8:1                             |
| 12.     | BSG Halbleiterwerk Frankfurt/O. | 3:4                   | 0:3                    | 2:2                 | 0:1                        | 2:4                 | 2:1                    | 1:3                  | 3:4                   | 1:0                 | 1:3            | 2:2                        |                                 |

### Torschützenliste
|     | Spieler         | Verein                     | Tore |
| --- | --------------- | -------------------------- | ---- |
| 01. | Jürgen Vüllings | BSG Bergmann-Borsig Berlin | 13   |
| 02. | Frank Jeske     | BSG Stahl Brandenburg      | 12   |
| 02. | Michael Klein   | BSG KWO Berlin             | 12   |
| 02. | Detlef Schulz   | SG Dynamo Fürstenwalde     | 12   |
| 02. | Rüdiger Uentz   | BSG Stahl Hennigsdorf      | 12   |
| 06. | Bernd Rosenberg | BSG Chemie Premnitz        | 10   |

### Zuschauer
- In 132 Spielen kamen 195.800 Zuschauer ({\displaystyle \varnothing } 1.483 pro Spiel) in die Stadien.

Größte Zuschauerkulisse
7.000 BSG Motor Babelsberg – BSG Stahl Brandenburg (9. Sp.)
Niedrigste Zuschauerkulisse
50 BSG Halbleiterwerk Frankfurt/O. – BSG KWO Berlin (18. Sp.)
| Mannschaft                      | Gesamt | {\displaystyle \varnothing } | Heim   | {\displaystyle \varnothing } | Ausw.  | {\displaystyle \varnothing } |
| ------------------------------- | ------ | ---------------------------- | ------ | ---------------------------- | ------ | ---------------------------- |
| BSG Stahl Brandenburg           | 53.100 | 2.414                        | 30.300 | 2.754                        | 22.800 | 2.072                        |
| SG Dynamo Fürstenwalde          | 23.900 | 1.086                        | 09.450 | 0859                         | 14.450 | 1.313                        |
| BSG Energie Cottbus             | 56.600 | 2.573                        | 39.000 | 3.545                        | 17.600 | 1.600                        |
| BSG Stahl Eisenhüttenstadt      | 34.650 | 1.575                        | 17.450 | 1.586                        | 17.200 | 1.563                        |
| BSG Chemie Premnitz             | 28.350 | 1.289                        | 14.300 | 1.300                        | 14.050 | 1.277                        |
| BSG Chemie PCK Schwedt          | 26.800 | 1.218                        | 12.000 | 1.090                        | 14.800 | 1.345                        |
| BSG Motor Babelsberg            | 54.600 | 2.482                        | 37.300 | 3.390                        | 17.300 | 1.572                        |
| BSG Stahl Hennigsdorf           | 33.100 | 1.505                        | 16.100 | 1.463                        | 17.000 | 1.545                        |
| BSG Rotation Berlin             | 23.200 | 1.055                        | 07.400 | 0672                         | 15.800 | 1.436                        |
| BSG KWO Berlin                  | 23.150 | 1.052                        | 05.850 | 0531                         | 17.300 | 1.572                        |
| BSG Bergmann-Borsig Berlin      | 12.850 | 0584                         | 03.800 | 0345                         | 09.050 | 0822                         |
| BSG Halbleiterwerk Frankfurt/O. | 17.300 | 0786                         | 02.850 | 0259                         | 14.450 | 1.313                        |

## Staffel C

### Saisonverlauf
Die BSG Chemie Leipzig wurde souverän Staffelsieger und verwies die immer in Lauerstellung liegende ASG Vorwärts Dessau auf Platz zwei. Der Oberligaabsteiger BSG Chemie Buna Schkopau büßte zum Saisonbeginn zu viel Boden ein und musste sich letztendlich mit Platz drei zufriedengeben. Danach kamen mit der SG Dynamo Eisleben, BSG Stahl Thale und dem Neuling TSG Chemie Markkleeberg drei Vereine die rechtzeitig den Klassenerhalt schafften. Am vorletzten Spieltag folgte ihnen die BSG Einheit Wernigerode und somit kämpften noch vier Mannschaften am letzten Spieltag um die zwei zum Klassenerhalt berechtigenden Plätze. Den Neulingen BSG Chemie Wolfen und BSG Motor Schönebeck würde jeweils ein Unentschieden zum Klassenerhalt reichen, wobei der BSG Lokomotive Stendal und BSG Motor Altenburg nur eigene Siege und Ausrutscher der Konkurrenz helfen würde. Wolfen (4:4 gegen Eisleben) und Schönebeck (3.3 gegen Dessau) retteten sich aus eigener Kraft und schickten Stendal (3:0 gegen Markkleeberg) und Altenburg (0:3 in Schkopau) in die Bezirksliga. Die BSG Stahl Blankenburg, jahrelang an der Spitze der Ligastaffel C anzutreffen, konnte den Abwärtstrend der Vorsaison nicht aufhalten und stieg als dritte Mannschaft ab.

### Abschlusstabelle
| Pl. | Verein                       | Sp. | S  | U  | N  | Tore    | Diff. | Punkte |
| --- | ---------------------------- | --- | -- | -- | -- | ------- | ----- | ------ |
| 1.  | BSG Chemie Leipzig           | 22  | 20 | 1  | 1  | 043:900 | +34   | 41:30  |
| 2.  | ASG Vorwärts Dessau          | 22  | 17 | 3  | 2  | 056:230 | +33   | 37:70  |
| 3.  | BSG Chemie Buna Schkopau (A) | 22  | 11 | 8  | 3  | 045:230 | +22   | 30:14  |
| 4.  | SG Dynamo Eisleben           | 22  | 8  | 5  | 9  | 042:430 | −1    | 21:23  |
| 5.  | BSG Stahl Thale              | 22  | 8  | 5  | 9  | 027:290 | −2    | 21:23  |
| 6.  | TSG Chemie Markkleeberg (N)  | 22  | 5  | 10 | 7  | 028:290 | −1    | 20:24  |
| 7.  | BSG Einheit Wernigerode      | 22  | 5  | 8  | 9  | 024:370 | −13   | 18:26  |
| 8.  | BSG Chemie Wolfen (N)        | 22  | 6  | 5  | 11 | 029:410 | −12   | 17:27  |
| 9.  | BSG Motor Schönebeck (N)     | 22  | 5  | 7  | 10 | 028:430 | −15   | 17:27  |
| 10. | BSG Lokomotive Stendal       | 22  | 5  | 6  | 11 | 020:310 | −11   | 16:28  |
| 11. | BSG Motor Altenburg          | 22  | 6  | 2  | 14 | 022:440 | −22   | 14:30  |
| 12. | BSG Stahl Blankenburg        | 22  | 3  | 6  | 13 | 026:380 | −12   | 12:32  |

| (N) | Aufsteiger aus der Bezirksliga 1981/82 |
| (A) | Absteiger aus der DDR-Oberliga 1981/82 |

### Kreuztabelle
Die Kreuztabelle stellt die Ergebnisse aller Spiele dieser Saison dar. Die Heimmannschaft ist in der linken Spalte aufgelistet und die Gastmannschaft in der obersten Reihe.
| 1982/83 | 1982/83                  | BSG Chemie Leipzig | ASG Vorwärts Dessau | BSG Chemie Buna Schkopau | SG Dynamo Eisleben | BSG Stahl Thale | TSG Chemie Markkleeberg | BSG Einheit Wernigerode | BSG Chemie Wolfen | BSG Motor Schönebeck | BSG Lokomotive Stendal | BSG Motor Altenburg | BSG Stahl Blankenburg |
| ------- | ------------------------ | ------------------ | ------------------- | ------------------------ | ------------------ | --------------- | ----------------------- | ----------------------- | ----------------- | -------------------- | ---------------------- | ------------------- | --------------------- |
| 01.     | BSG Chemie Leipzig       |                    | 2:0                 | 4:0                      | 3:1                | 2:0             | 4:1                     | 3:1                     | 2:0               | 3:0                  | 2:0                    | 1:0                 | 2:0                   |
| 02.     | ASG Vorwärts Dessau      | 3:1                |                     | 3:0                      | 3:1                | 5:1             | 2:0                     | 4:0                     | 2:1               | 4:1                  | 2:1                    | 4:0                 | 3:1                   |
| 03.     | BSG Chemie Buna Schkopau | 0:0                | 2:2                 |                          | 1:0                | 1:0             | 2:2                     | 6:1                     | 5:0               | 1:1                  | 0:0                    | 3:0                 | 3:1                   |
| 04.     | SG Dynamo Eisleben       | 1:2                | 3:3                 | 0:6                      |                    | 1:1             | 2:1                     | 0:1                     | 3:0               | 2:0                  | 0:0                    | 5:2                 | 4:1                   |
| 05.     | BSG Stahl Thale          | 1:2                | 0:2                 | 2:1                      | 3:1                |                 | 1:1                     | 0:1                     | 1:0               | 1:1                  | 3:0                    | 2:0                 | 4:1                   |
| 06.     | TSG Chemie Markkleeberg  | 0:1                | 2:1                 | 0:1                      | 5:3                | 2:0             |                         | 1:1                     | 2:2               | 2:0                  | 1:1                    | 3:0                 | 1:1                   |
| 07.     | BSG Einheit Wernigerode  | 0:1                | 2:3                 | 2:2                      | 0:1                | 1:1             | 0:0                     |                         | 2:1               | 2:0                  | 0:2                    | 3:1                 | 0:0                   |
| 08.     | BSG Chemie Wolfen        | 0:2                | 1:3                 | 2:2                      | 4:4                | 2:1             | 2:1                     | 1:1                     |                   | 2:0                  | 3:1                    | 0:1                 | 2:1                   |
| 09.     | BSG Motor Schönebeck     | 1:2                | 3:3                 | 1:1                      | 2:4                | 4:1             | 0:0                     | 2:2                     | 3:2               |                      | 1:0                    | 4:3                 | 1:0                   |
| 10.     | BSG Lokomotive Stendal   | 0:1                | 0:1                 | 0:2                      | 1:4                | 1:1             | 2:0                     | 3:1                     | 1:0               | 2:2                  |                        | 3:0                 | 1:3                   |
| 11.     | BSG Motor Altenburg      | 0:2                | 0:1                 | 1:3                      | 3:1                | 0:2             | 1:1                     | 3:1                     | 1:2               | 2:1                  | 1:1                    |                     | 1:0                   |
| 12.     | BSG Stahl Blankenburg    | 0:1                | 1:2                 | 1:3                      | 1:1                | 0:1             | 2:2                     | 2:2                     | 2:2               | 4:0                  | 3:0                    | 1:2                 |                       |

### Torschützenliste
|     | Spieler                 | Verein                   | Tore |
| --- | ----------------------- | ------------------------ | ---- |
| 01. | Hans-Dieter Auffenbauer | SG Dynamo Eisleben       | 12   |
| 01. | Michael Reimer          | BSG Chemie Leipzig       | 12   |
| 01. | Andreas Wolf            | ASG Vorwärts Dessau      | 12   |
| 04. | Heiner Häusler          | ASG Vorwärts Dessau      | 11   |
| 05. | Günter Klomhuß          | BSG Motor Schönebeck     | 10   |
| 05. | Rainer Wallek           | BSG Chemie Buna Schkopau | 10   |

### Zuschauer
- In 132 Spielen kamen 349.850 Zuschauer ({\displaystyle \varnothing } 2.650 pro Spiel) in die Stadien.

Größte Zuschauerkulisse
17.500 BSG Chemie Leipzig – ASG Vorwärts Dessau (8. Sp.)
Niedrigste Zuschauerkulisse
450 BSG Chemie Buna Schkopau – BSG Motor Altenburg (22. Sp.)
| Mannschaft               | Gesamt  | {\displaystyle \varnothing } | Heim   | {\displaystyle \varnothing } | Ausw.  | {\displaystyle \varnothing } |
| ------------------------ | ------- | ---------------------------- | ------ | ---------------------------- | ------ | ---------------------------- |
| BSG Chemie Leipzig       | 166.100 | 7.550                        | 98.000 | 8.909                        | 68.100 | 6.190                        |
| ASG Vorwärts Dessau      | 072.300 | 3.286                        | 35.200 | 3.200                        | 37.100 | 3.372                        |
| BSG Chemie Buna Schkopau | 051.850 | 2.357                        | 19.650 | 1.786                        | 32.200 | 2.927                        |
| SG Dynamo Eisleben       | 038.550 | 1.752                        | 13.350 | 1.213                        | 25.200 | 2.290                        |
| BSG Stahl Thale          | 049.700 | 2.259                        | 23.700 | 2.154                        | 26.000 | 2.363                        |
| TSG Chemie Markkleeberg  | 061.700 | 2.805                        | 33.550 | 3.050                        | 28.150 | 2.559                        |
| BSG Einheit Wernigerode  | 041.450 | 1.884                        | 19.150 | 1.740                        | 22.300 | 2.027                        |
| BSG Chemie Wolfen        | 031.100 | 1.414                        | 12.150 | 1.104                        | 18.950 | 1.722                        |
| BSG Motor Schönebeck     | 036.100 | 1.641                        | 19.250 | 1.750                        | 16.850 | 1.531                        |
| BSG Lokomotive Stendal   | 044.500 | 2.023                        | 17.500 | 1.590                        | 27.000 | 2.454                        |
| BSG Motor Altenburg      | 062.800 | 2.855                        | 41.200 | 3.745                        | 21.600 | 1.963                        |
| BSG Stahl Blankenburg    | 041.550 | 1.889                        | 17.150 | 1.559                        | 24.400 | 2.218                        |

## Staffel D

### Saisonverlauf
Ungeschlagen und mit 14 Punkten Vorsprung wurde die BSG Stahl Riesa Staffelsieger. Danach kam ein breites ausgeglichenes Mittelfeld von der BSG Aktivist Schwarze Pumpe bis zur FSV Lokomotive Dresden. Für die drei Neulinge ASG Vorwärts Plauen, BSG Lokomotive Cottbus und BSG Fortschritt Neustadt ging es nach nur einer Saison in die Bezirksliga zurück. Lediglich Plauen hielt den Abstiegskampf etwas offen, bevor auch sie durch Niederlagen am 20. Spieltag bei der BSG Fortschritt Bischofswerda und am 21. Spieltag gegen die BSG Lokomotive Cottbus den Klassenerhalt abhaken mussten.

### Abschlusstabelle
| Pl. | Verein                            | Sp. | S  | U  | N  | Tore    | Diff. | Punkte |
| --- | --------------------------------- | --- | -- | -- | -- | ------- | ----- | ------ |
| 1.  | BSG Stahl Riesa                   | 22  | 18 | 4  | 0  | 063:150 | +48   | 40:40  |
| 2.  | BSG Aktivist Schwarze Pumpe       | 22  | 11 | 4  | 7  | 036:280 | +8    | 26:18  |
| 3.  | ASG Vorwärts Kamenz               | 22  | 11 | 4  | 7  | 043:370 | +6    | 26:18  |
| 4.  | BSG Motor „F.-H.“ Karl-Marx-Stadt | 22  | 10 | 4  | 8  | 031:340 | −3    | 24:20  |
| 5.  | BSG Aktivist Brieske-Senftenberg  | 22  | 9  | 5  | 8  | 028:270 | +1    | 23:21  |
| 6.  | BSG Motor Werdau                  | 22  | 8  | 5  | 9  | 033:290 | +4    | 21:23  |
| 7.  | BSG Fortschritt Bischofswerda     | 22  | 8  | 5  | 9  | 032:290 | +3    | 21:23  |
| 8.  | TSG Gröditz                       | 22  | 9  | 3  | 10 | 024:340 | −10   | 21:23  |
| 9.  | FSV Lokomotive Dresden            | 22  | 5  | 10 | 7  | 028:280 | ±0    | 20:24  |
| 10. | ASG Vorwärts Plauen (N)           | 22  | 5  | 7  | 10 | 024:340 | −10   | 17:27  |
| 11. | BSG Lokomotive Cottbus (N)        | 22  | 7  | 1  | 14 | 023:400 | −17   | 15:29  |
| 12. | BSG Fortschritt Neustadt (N)      | 22  | 3  | 4  | 15 | 016:460 | −30   | 10:34  |

| (N) | Aufsteiger aus der Bezirksliga 1981/82 |

### Kreuztabelle
Die Kreuztabelle stellt die Ergebnisse aller Spiele dieser Saison dar. Die Heimmannschaft ist in der linken Spalte aufgelistet und die Gastmannschaft in der obersten Reihe.
| 1982/83 | 1982/83                           | BSG Stahl Riesa | BSG Aktivist Schwarze Pumpe | ASG Vorwärts Kamenz | BSG Motor „F.-H.“ Karl-Marx-Stadt | BSG Aktivist Brieske-Senftenberg | BSG Motor Werdau | BSG Fortschritt Bischofswerda | TSG Gröditz | FSV Lokomotive Dresden | ASG Vorwärts Plauen | BSG Lokomotive Cottbus | BSG Fortschritt Neustadt |
| ------- | --------------------------------- | --------------- | --------------------------- | ------------------- | --------------------------------- | -------------------------------- | ---------------- | ----------------------------- | ----------- | ---------------------- | ------------------- | ---------------------- | ------------------------ |
| 01.     | BSG Stahl Riesa                   |                 | 3:2                         | 4:0                 | 1:0                               | 3:1                              | 4:1              | 4:0                           | 1:1         | 6:1                    | 1:1                 | 3:2                    | 7:0                      |
| 02.     | BSG Aktivist Schwarze Pumpe       | 0:2             |                             | 3:2                 | 1:0                               | 1:0                              | 2:1              | 1:1                           | 2:2         | 2:1                    | 3:0                 | 2:0                    | 0:0                      |
| 03.     | ASG Vorwärts Kamenz               | 0:4             | 0:0                         |                     | 1:0                               | 1:3                              | 2:1              | 3:1                           | 3:0         | 0:5                    | 2:0                 | 4:0                    | 6:1                      |
| 04.     | BSG Motor „F.-H.“ Karl-Marx-Stadt | 0:3             | 2:1                         | 3:3                 |                                   | 3:2                              | 1:3              | 1:0                           | 2:1         | 2:2                    | 1:1                 | 2:1                    | 3:1                      |
| 05.     | BSG Aktivist Brieske-Senftenberg  | 1:2             | 2:1                         | 1:3                 | 3:2                               |                                  | 2:1              | 0:0                           | 0:1         | 2:2                    | 3:1                 | 2:0                    | 2:0                      |
| 06.     | BSG Motor Werdau                  | 0:1             | 3:2                         | 0:0                 | 1:2                               | 0:0                              |                  | 2:2                           | 4:0         | 4:2                    | 2:1                 | 3:0                    | 4:2                      |
| 07.     | BSG Fortschritt Bischofswerda     | 1:1             | 3:1                         | 1:4                 | 1:2                               | 0:1                              | 0:0              |                               | 2:1         | 4:1                    | 2:0                 | 6:1                    | 3:0                      |
| 08.     | TSG Gröditz                       | 0:4             | 2:0                         | 2:1                 | 4:0                               | 2:0                              | 0:1              | 2:1                           |             | 1:1                    | 0:4                 | 0:1                    | 2:1                      |
| 09.     | FSV Lokomotive Dresden            | 0:1             | 1:3                         | 0:0                 | 0:0                               | 2:0                              | 0:0              | 1:0                           | 4:0         |                        | 0:0                 | 3:0                    | 1:1                      |
| 10.     | ASG Vorwärts Plauen               | 3:3             | 1:3                         | 1:3                 | 2:1                               | 1:1                              | 3:1              | 2:3                           | 1:0         | 0:0                    |                     | 1:3                    | 0:2                      |
| 11.     | BSG Lokomotive Cottbus            | 1:2             | 1:3                         | 4:1                 | 2:3                               | 1:1                              | 1:0              | 0:1                           | 0:1         | 2:1                    | 0:1                 |                        | 1:0                      |
| 12.     | BSG Fortschritt Neustadt          | 0:3             | 1:3                         | 3:4                 | 0:1                               | 0:1                              | 2:1              | 1:0                           | 1:2         | 0:0                    | 0:0                 | 0:2                    |                          |

### Torschützenliste
|     | Spieler          | Verein                                                       | Tore |
| --- | ---------------- | ------------------------------------------------------------ | ---- |
| 01. | Dietmar Jentzsch | BSG Stahl Riesa                                              | 16   |
| 02. | Uwe Müller       | ASG Vorwärts Kamenz                                          | 15   |
| 03. | Rainer Sachse    | BSG Stahl Riesa                                              | 14   |
| 04. | Detlef Oppermann | ASG Vorwärts Kamenz (8) BSG Aktivist Brieske-Senftenberg (2) | 10   |

### Zuschauer
- In 132 Spielen kamen 157.300 Zuschauer ({\displaystyle \varnothing } 1.191 pro Spiel) in die Stadien.

Größte Zuschauerkulisse
3.500 BSG Aktivist Schwarze Pumpe – BSG Stahl Riesa (2. Sp.)
Niedrigste Zuschauerkulisse
100 BSG Motor „F.-H.“ Karl-Marx-Stadt – BSG Aktivist Brieske-Senftenberg (13. Sp.)
| Mannschaft                        | Gesamt | {\displaystyle \varnothing } | Heim   | {\displaystyle \varnothing } | Ausw.  | {\displaystyle \varnothing } |
| --------------------------------- | ------ | ---------------------------- | ------ | ---------------------------- | ------ | ---------------------------- |
| BSG Stahl Riesa                   | 45.550 | 2.070                        | 24.900 | 2.263                        | 20.650 | 1.877                        |
| BSG Aktivist Schwarze Pumpe       | 32.450 | 1.475                        | 20.400 | 1.854                        | 12.050 | 1.095                        |
| ASG Vorwärts Kamenz               | 26.800 | 1.218                        | 12.900 | 1.172                        | 13.900 | 1.263                        |
| BSG Motor „F.-H.“ Karl-Marx-Stadt | 17.700 | 0805                         | 06.650 | 0604                         | 11.050 | 1.004                        |
| BSG Aktivist Brieske-Senftenberg  | 29.650 | 1.348                        | 16.400 | 1.490                        | 13.250 | 1.204                        |
| BSG Motor Werdau                  | 22.100 | 1.005                        | 11.350 | 1.031                        | 10.750 | 0977                         |
| BSG Fortschritt Bischofswerda     | 29.950 | 1.361                        | 17.000 | 1.545                        | 12.950 | 1.177                        |
| TSG Gröditz                       | 23.000 | 1.045                        | 09.950 | 0904                         | 13.050 | 1.186                        |
| FSV Lokomotive Dresden            | 19.500 | 0886                         | 06.400 | 0581                         | 13.100 | 1.190                        |
| ASG Vorwärts Plauen               | 19.250 | 0875                         | 06.000 | 0545                         | 13.250 | 1.204                        |
| BSG Lokomotive Cottbus            | 20.900 | 0950                         | 09.550 | 0868                         | 11.350 | 1.031                        |
| BSG Fortschritt Neustadt          | 27.650 | 1.257                        | 15.800 | 1.436                        | 11.850 | 1.077                        |

## Staffel E

### Saisonverlauf
Diesmal verwies die BSG Wismut Gera Vorjahressieger BSG Motor Nordhausen sowie die BSG Motor Suhl auf die Plätze und wurde nach drei Jahren wieder einmal Staffelsieger. Gera konnte an die guten Leistungen der Vorsaison (Rückrunde) anknüpfen und führte an 20 Spieltagen die Tabelle an. Danach folgten BSG Chemie IW Ilmenau, BSG Glückauf Sondershausen, BSG Motor Rudisleben-Ichtershausen und BSG Aktivist Kali Werra Tiefenort die weder mit dem Auf- bzw. Abstieg zu tun hatten. Für die BSG Motor Eisenach und den Neuling BSG Motor Steinach waren schnell die Würfel Richtung Bezirksliga gefallen, wobei gerade für Steinach die DDR-Liga eine Klasse zu hoch war. Der dritte Absteiger wurde zwischen den beiden Neulingen TSG Ruhla und BSG Motor Hermsdorf sowie der BSG Motor Weimar ermittelt. Die Hermsdorfer mussten nach zwei Niederlagen an den letzten beiden Spieltagen (jeweils 1:5 in Nordhausen und gegen Gera) bei gleichzeitigen Punktgewinnen der Konkurrenz, den Gang in die Drittklassigkeit antreten.

### Abschlusstabelle
| Pl. | Verein                             | Sp. | S  | U  | N  | Tore    | Diff. | Punkte |
| --- | ---------------------------------- | --- | -- | -- | -- | ------- | ----- | ------ |
| 1.  | BSG Wismut Gera                    | 22  | 14 | 5  | 3  | 062:170 | +45   | 33:11  |
| 2.  | BSG Motor Nordhausen               | 22  | 13 | 4  | 5  | 045:240 | +21   | 30:14  |
| 3.  | BSG Motor Suhl                     | 22  | 11 | 6  | 5  | 035:210 | +14   | 28:16  |
| 4.  | BSG Chemie IW Ilmenau              | 22  | 10 | 7  | 5  | 031:210 | +10   | 27:17  |
| 5.  | BSG Glückauf Sondershausen         | 22  | 10 | 6  | 6  | 051:380 | +13   | 26:18  |
| 6.  | BSG Motor Rudisleben-Ichtershausen | 22  | 9  | 7  | 6  | 039:280 | +11   | 25:19  |
| 7.  | BSG Aktivist Kali Werra Tiefenort  | 22  | 7  | 11 | 4  | 026:150 | +11   | 25:19  |
| 8.  | TSG Ruhla (N)                      | 22  | 7  | 6  | 9  | 025:350 | −10   | 20:24  |
| 9.  | BSG Motor Weimar                   | 22  | 7  | 5  | 10 | 031:350 | −4    | 19:25  |
| 10. | BSG Motor Hermsdorf (N)            | 22  | 5  | 6  | 11 | 022:460 | −24   | 16:28  |
| 11. | BSG Motor Eisenach                 | 22  | 2  | 7  | 13 | 021:380 | −17   | 11:33  |
| 12. | BSG Motor Steinach (N)             | 22  | 1  | 2  | 19 | 013:830 | −70   | 04:40  |

| (N) | Aufsteiger aus der Bezirksliga 1981/82 |

### Kreuztabelle
Die Kreuztabelle stellt die Ergebnisse aller Spiele dieser Saison dar. Die Heimmannschaft ist in der linken Spalte aufgelistet und die Gastmannschaft in der obersten Reihe.
| 1982/83 | 1982/83                            | BSG Wismut Gera | BSG Motor Nordhausen | BSG Motor Suhl | BSG Chemie IW Ilmenau | BSG Glückauf Sondershausen | BSG Motor Rudisleben-Ichtershausen | BSG Aktivist Kali Werra Tiefenort | TSG Ruhla | BSG Motor Weimar | BSG Motor Hermsdorf | BSG Motor Eisenach | BSG Motor Steinach |
| ------- | ---------------------------------- | --------------- | -------------------- | -------------- | --------------------- | -------------------------- | ---------------------------------- | --------------------------------- | --------- | ---------------- | ------------------- | ------------------ | ------------------ |
| 01.     | BSG Wismut Gera                    |                 | 1:0                  | 1:0            | 3:0                   | 2:2                        | 3:2                                | 0:0                               | 02:0      | 4:0              | 6:0                 | 0:0                | 11:1               |
| 02.     | BSG Motor Nordhausen               | 0:3             |                      | 1:1            | 3:0                   | 2:1                        | 2:1                                | 1:0                               | 10:1      | 2:1              | 5:1                 | 1:1                | 03:0               |
| 03.     | BSG Motor Suhl                     | 2:1             | 0:1                  |                | 2:1                   | 3:0                        | 1:1                                | 1:1                               | 02:0      | 1:1              | 1:0                 | 5:2                | 03:0               |
| 04.     | BSG Chemie IW Ilmenau              | 0:0             | 2:0                  | 2:2            |                       | 2:1                        | 2:1                                | 1:1                               | 00:0      | 1:1              | 0:0                 | 5:0                | 02:0               |
| 05.     | BSG Glückauf Sondershausen         | 2:6             | 3:0                  | 4:2            | 1:3                   |                            | 1:1                                | 1:1                               | 03:0      | 4:2              | 5:2                 | 5:3                | 06:2               |
| 06.     | BSG Motor Rudisleben-Ichtershausen | 0:3             | 3:1                  | 0:3            | 1:2                   | 3:2                        |                                    | 1:1                               | 01:1      | 4:0              | 4:0                 | 2:1                | 06:1               |
| 07.     | BSG Aktivist Kali Werra Tiefenort  | 1:1             | 0:0                  | 1:2            | 2:1                   | 1:1                        | 0:0                                |                                   | 00:1      | 0:0              | 5:0                 | 2:0                | 01:0               |
| 08.     | TSG Ruhla                          | 3:2             | 1:2                  | 0:0            | 2:1                   | 1:3                        | 1:2                                | 3:0                               |           | 1:1              | 0:0                 | 1:1                | 02:1               |
| 09.     | BSG Motor Weimar                   | 2:0             | 0:1                  | 1:1            | 1:2                   | 0:2                        | 1:1                                | 0:4                               | 01:0      |                  | 2:0                 | 1:0                | 03:0               |
| 10.     | BSG Motor Hermsdorf                | 1:5             | 1:5                  | 1:2            | 0:0                   | 0:2                        | 1:1                                | 1:1                               | 03:0      | 2:1              |                     | 1:0                | 03:0               |
| 11.     | BSG Motor Eisenach                 | 0:1             | 1:1                  | 0:1            | 0:2                   | 0:0                        | 1:2                                | 0:2                               | 00:1      | 5:2              | 1:1                 |                    | 03:0               |
| 12.     | BSG Motor Steinach                 | 1:7             | 2:4                  | 1:0            | 0:2                   | 2:2                        | 0:2                                | 0:2                               | 00:6      | 0:9              | 0:4                 | 2:2                |                    |

### Torschützenliste
|     | Spieler        | Verein                             | Tore |
| --- | -------------- | ---------------------------------- | ---- |
| 01. | Bernd Tipold   | BSG Wismut Gera                    | 14   |
| 02. | Heinz Zubek    | BSG Wismut Gera                    | 13   |
| 03. | Matthias Jacob | BSG Wismut Gera                    | 10   |
| 03. | Hartmut Molata | BSG Motor Rudisleben-Ichtershausen | 10   |

### Zuschauer
- In 132 Spielen kamen 189.500 Zuschauer ({\displaystyle \varnothing } 1.435 pro Spiel) in die Stadien.

Größte Zuschauerkulisse
5.300 BSG Glückauf Sondershausen – BSG Motor Nordhausen (20. Sp.)
Niedrigste Zuschauerkulisse
100 BSG Motor Steinach – BSG Motor Nordhausen (22. Sp.)
| Mannschaft                         | Gesamt | {\displaystyle \varnothing } | Heim   | {\displaystyle \varnothing } | Ausw.  | {\displaystyle \varnothing } |
| ---------------------------------- | ------ | ---------------------------- | ------ | ---------------------------- | ------ | ---------------------------- |
| BSG Wismut Gera                    | 43.250 | 1.966                        | 25.600 | 2.327                        | 17.650 | 1.604                        |
| BSG Motor Nordhausen               | 46.000 | 2.091                        | 25.900 | 2.354                        | 20.100 | 1.827                        |
| BSG Motor Suhl                     | 28.550 | 1.298                        | 10.850 | 0986                         | 17.700 | 1.609                        |
| BSG Chemie IW Ilmenau              | 45.200 | 2.055                        | 18.500 | 1.681                        | 26.700 | 2.427                        |
| BSG Glückauf Sondershausen         | 44.500 | 2.023                        | 26.850 | 2.440                        | 17.650 | 1.604                        |
| BSG Motor Rudisleben-Ichtershausen | 32.000 | 1.455                        | 10.050 | 0913                         | 16.950 | 1.540                        |
| BSG Aktivist Kali Werra Tiefenort  | 28.600 | 1.300                        | 12.600 | 1.145                        | 16.000 | 1.454                        |
| TSG Ruhla                          | 26.150 | 1.189                        | 11.700 | 1.063                        | 14.450 | 1.313                        |
| BSG Motor Weimar                   | 28.600 | 1.300                        | 14.750 | 1.340                        | 13.850 | 1.259                        |
| BSG Motor Hermsdorf                | 22.800 | 1.036                        | 09.250 | 0840                         | 13.550 | 1.231                        |
| BSG Motor Eisenach                 | 33.400 | 1.518                        | 17.400 | 1.581                        | 16.000 | 1.454                        |
| BSG Motor Steinach                 | 20.650 | 0939                         | 06.050 | 0550                         | 14.600 | 1.327                        |

## Aufstiegsrunde

### Saisonverlauf
Mit der BSG Stahl Riesa stieg eine Mannschaft die DDR-Oberliga auf, die weder in ihrer Staffel, noch in der Aufstiegsrunde eine Niederlage hinnehmen musste. Dies gelang vorher nur dem F.C. Hansa Rostock 1975/76 und dem FC Vorwärts Frankfurt/O. 1978/79. Neben der Elf aus Riesa, schaffte auch die traditionsreiche BSG Chemie Leipzig den Aufstieg ins Oberhaus. Die einzige Mannschaft, die den Aufsteigern Paroli bieten konnte, war die BSG Stahl Brandenburg. Diese musste aber nach zwei unnötigen Niederlagen gegen die BSG Wismut Gera ihre Aufstiegsträume begraben. Bei Gera wechselte zu oft Licht und Schatten in ihren Leistungen, um ernsthaft um den Aufstieg mitreden zu können. Die BSG Schiffahrt/Hafen Rostock enttäuschte auf der ganzen Linie und kam nur gegen Gera mit einem Sieg zu Punkten.

### Abschlusstabelle
| Pl. | Verein                       | Sp. | S | U | N | Tore    | Diff. | Punkte |
| --- | ---------------------------- | --- | - | - | - | ------- | ----- | ------ |
| 1.  | BSG Stahl Riesa              | 8   | 4 | 4 | 0 | 020:400 | +16   | 12:40  |
| 2.  | BSG Chemie Leipzig           | 8   | 5 | 1 | 2 | 013:900 | +4    | 11:50  |
| 3.  | BSG Stahl Brandenburg        | 8   | 3 | 2 | 3 | 013:900 | +4    | 08:80  |
| 4.  | BSG Wismut Gera              | 8   | 3 | 1 | 4 | 014:170 | −3    | 07:90  |
| 5.  | BSG Schiffahrt/Hafen Rostock | 8   | 1 | 0 | 7 | 007:280 | −21   | 02:14  |

### Kreuztabelle
Die Kreuztabelle stellt die Ergebnisse aller Spiele dieser Saison dar. Die Heimmannschaft ist in der linken Spalte aufgelistet und die Gastmannschaft in der obersten Reihe.
| 1982/83 | 1982/83                      | BSG Stahl Riesa | BSG Chemie Leipzig | BSG Stahl Brandenburg | BSG Wismut Gera | BSG Schiffahrt/Hafen Rostock |
| ------- | ---------------------------- | --------------- | ------------------ | --------------------- | --------------- | ---------------------------- |
| 01.     | BSG Stahl Riesa              |                 | 2:0                | 1:1                   | 1:1             | 9:0                          |
| 02.     | BSG Chemie Leipzig           | 2:2             |                    | 1:0                   | 4:1             | 1:0                          |
| 03.     | BSG Stahl Brandenburg        | 0:0             | 4:1                |                       | 1:2             | 4:2                          |
| 04.     | BSG Wismut Gera              | 0:3             | 0:2                | 2:1                   |                 | 6:2                          |
| 05.     | BSG Schiffahrt/Hafen Rostock | 0:2             | 0:2                | 0:2                   | 3:2             |                              |

### Torschützenliste
|     | Spieler        | Verein                | Tore |
| --- | -------------- | --------------------- | ---- |
| 01. | Thomas Arendt  | BSG Stahl Brandenburg | 5    |
| 01. | Rainer Sachse  | BSG Stahl Riesa       | 5    |
| 02. | Andreas Gareis | BSG Wismut Gera       | 4    |
| 02. | Frank Jeske    | BSG Stahl Brandenburg | 4    |
| 02. | Frank Kühne    | BSG Chemie Leipzig    | 4    |

### Zuschauer
- In 20 Spielen kamen 148.500 Zuschauer ({\displaystyle \varnothing } 7.425 pro Spiel) in die Stadien.

Größte Zuschauerkulisse
20.000 BSG Chemie Leipzig – BSG Schiffahrt/Hafen Rostock (3. Sp.)
20.000 BSG Chemie Leipzig – BSG Stahl Brandenburg (5. Sp.)
Niedrigste Zuschauerkulisse
1.000 BSG Wismut Gera – BSG Schiffahrt/Hafen Rostock (7. Sp.)
1.000 BSG Wismut Gera – BSG Stahl Brandenburg (9. Sp.)
| Mannschaft                   | Gesamt  | {\displaystyle \varnothing } | Heim   | {\displaystyle \varnothing } | Ausw.  | {\displaystyle \varnothing } |
| ---------------------------- | ------- | ---------------------------- | ------ | ---------------------------- | ------ | ---------------------------- |
| BSG Stahl Riesa              | 048.200 | 06.025                       | 23.000 | 05.750                       | 25.200 | 6.300                        |
| BSG Chemie Leipzig           | 104.500 | 13.062                       | 70.500 | 17.625                       | 34.000 | 8.500                        |
| BSG Stahl Brandenburg        | 051.200 | 06.400                       | 23.500 | 05.875                       | 27.700 | 6.925                        |
| BSG Wismut Gera              | 052.800 | 06.600                       | 23.200 | 05.800                       | 29.600 | 7.400                        |
| BSG Schiffahrt/Hafen Rostock | 040.300 | 05.037                       | 08.300 | 02.075                       | 32.000 | 8.000                        |

## Aufsteiger
| 1.                       | BSG Stahl Riesa |
| Logo der BSG Stahl Riesa | Claus Boden (30 Spiele / Tore 5) Reinhard Hauptmann (21/2) Wolfgang Schremmer (20/2), Henry Vetters (22/5), Peter Semek (17/1) Fred Mecke (24/7), Ingolf Pfahl (28/3), Gerd Kerper (29/5) Frank Kerper (27/6), Dietmar Jentzsch (28/18), Rainer Sachse (27/19) Trainer: Peter Kohl |
| Logo der BSG Stahl Riesa | außerdem: Michael Geißler (7/–), Hartmut Jank (4/–), Peter Juretzko (11/–), Klaus Müller (12/–), Roland Rüster (6/–), Gerhard Tietze (1/–), Roland Wenzel (9/–), Roman Ziebig (2/–); Volker Hennig (8/1), Jörg Kretzschmar (1/–), Volkmar Raabe (4/–); Klaus Biedermann (21/2), Andreas Heinze (4/–), Andreas Schöne (5/2), Falk Zschiedrich (7/–) dazu je ein Eigentor von Schmidt (Fortschritt Neustadt), Grundey, Lichtenberger (beide Lokomotive Dresden), Schlesinger und Wolter (beide Schiffahrt/Hafen Rostock) ohne Einsatz blieben: Frank Schreckenbach (Tor), Wilfried Brendel (Tor), Thorsten Hartwig (Tor), Dietmar Sahlbach (Tor), Uwe Michel |

| 2.                          | BSG Chemie Leipzig |
| Logo der BSG Chemie Leipzig | Jörg Saumsiegel (28 Spiele / Tore –) Stephan Fritzsche (21/1) Wolfgang Andreßen (27/5) , Hans-Christian Kaubitzsch (27/1), Wilfried Czablewski (21/1) Frank Illge (29/2), Manfred Graul (22/4), Holger Stieglitz (29/5) Michael Reimer (30/13), Frank Kühne (22/9), Hans-Jörg Leitzke (29/9) Trainer: Wolfgang Müller                                                |
| Logo der BSG Chemie Leipzig | außerdem: Hubert Suchantke (Tor 2/–); Joachim Fritsche (11/–), Tilo Heinemann (3/–), Ulrich Kufs (3/–), Horst Linde (3/1); Uwe Schleier (2/–), Normann Schubert (8/1), Matthias Weiß (25/3); Michael Breitkopf (8/1), Michael Geßner (5/–), Veit Gläßer (1/–), Klaus-Dieter Gosch (10/–) ohne Einsatz blieben: Harald Bellot (Tor), Ralph Kahnt (Tor), Lutz Eichhorn |